# Parque de las Avenidas
Parque de las Avenidas – stacja początkowa metra w Madrycie, na linii 7. Znajduje się w dzielnicy Salamanca, w Madrycie i zlokalizowana jest pomiędzy stacjami Cartagena i Barrio de la Concepción. Została otwarta 17 maja 1975.